# Nikolaus von Falkenhorst
Nikolaus von Falkenhorst (Breslávia, 17 de janeiro de 1885 — Holzminden, 18 de junho de 1968) foi um general alemão que planejou a Operação Weserübung, as invasões da Dinamarca e Noruega em 1940 durante a Segunda Guerra Mundial. Após a invasão ele se tornou o comandante das tropas alemãs na Noruega entre 1940 e 1944.

## Vida
Falkenhorst nasceu em Breslávia na Prússia em uma antiga família de militares silesianos de  Jastrzembski. Ele mudou seu nome eslavo para o alemão Falkenhorst ("ninho de falcões") no início de sua carreira militar. Entrou para o Exército Imperial Alemão em 1907 e lutou na Primeira Guerra Mundial. Como membro das Freikorps em 1919, ele foi transferido para o  Reichswehr e entre 1925 e 1927 serviu em Divisões Operacionais do Ministério da Guerra.
Falkenhorst foi promovido a brigadeiro em 1 de outubro de 1932 e ganhou o cargo de adido militar, trabalhando em Praga, Belgrado e Bucareste, entre 1933 e 1935. Em 1 de julho de 1935, foi promovido a general comandante e Chefe de Estado Maior do Terceiro Exército e em 1937, passou para tenente-general. Em 1939 ele comandou o XXI Corpo do Exército durante a Invasão da Polônia, passando para o cargo de General de Infantaria.
Em 20 de fevereiro de 1940, Hitler chamou Falkenhorst para comandar uma operação altamente secreta de invasão da Noruega (Operação Weserübung), e pediu um plano até as 17:00 horas daquele mesmo dia. Sem tempo para consultar cartas militares ou mapas, Falkenhorst pegou um guia turístico em seu hotel e foi até o quarto, onde idealizou o ataque com base nos mapas que encontrou no livro. Hitler prontamente aprovou o plano e a ousada operação foi bem-sucedida. A única grande perda alemã foi o cruzador Blücher afundado na baia de Oslofjord.

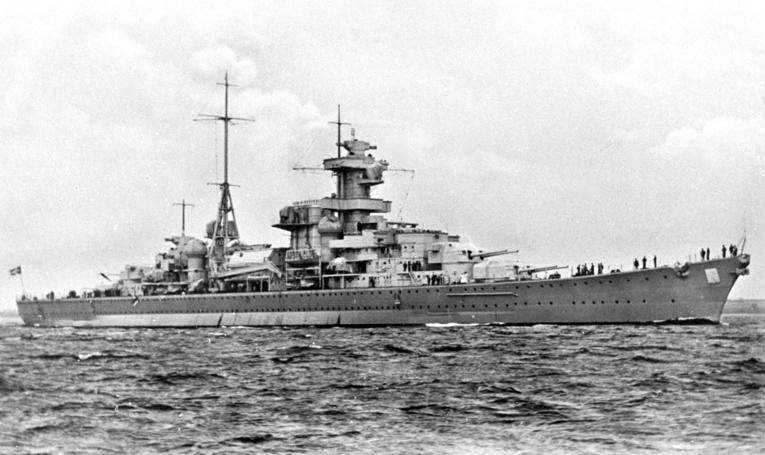
Cruzador "Blücher" entre 1939-1940

Após a invasão e o rechaçamento de uma contra-invasão britânica vinda do norte, Falkenhorst permaneceu na Noruega. Tentando manter a imagem de uma administração civilizada, Falkenhorst ordenou a seus homens que tratassem o povo do país ocupado com cortesia. Numa história ouvida dos dois lados inimigos, conta-se a de uma mulher norueguesa que teria reclamado de um soldado alemão que lhe roubara alguns doces. Na manhã seguinte, ela foi convidada ao posto militar para assistir o homem ser fuzilado.
Falkenhorst foi retirado de seu posto em 18 de dezembro de 1944, por se opôr as políticas de Josef Terboven para a Noruega. Após a guerra, Falkenhorst foi julgado por um tribunal anglo-norueguês por crimes de guerra e condenado à morte em 1946. A sentença foi mais tarde comutada para 20 anos de prisão, após uma apelação bem-sucedida de Sven Hedin.
Falkenhorst deixou a Prisão Werl em 23 de julho de 1953, devido a saúde debilitada. Ele morreu em Holzminden em 1968. Sua filha se casou com o general Erich Dethleffsen.

## Condecorações
- Cruz de ferro (1914) Segunda e Primeira Classe
- Cruz do mérito militar (Mecklenburg-Schwerin) Segunda classe
- Ferimento em Batalha (1914) Preta
- Ordem da Cruz da Liberdade Segunda classe
- Ordem de São João (Europa Continental Protestante)
- Cruz de Honra
- Ordem da Rosa Branca, Comandante, Primeira Classe
- Cruz Germânica de Prata (20 de janeiro de 1945)
- Cruz de Cavaleiro da Cruz de Ferro (30 de abril de 1940)
- Cruz do Mérito de Guerra Segunda e Primeira Classe com Espadas
- Ordem da Rosa Branca, Cruz do Grande Comandante
- Recomendações no Wehrmachtbericht em 10 de abril de 1940